# 국제 테니스 연맹
국제 테니스 연맹(International Tennis Federation)은 세계 테니스를 운영하고 관리하는 국제 기구이다. 205개의 국가별 테니스 협회로 구성되어 있다.
국제 테니스 연맹은 1913년 3월 1일 프랑스 파리에서 개최된 12개국 테니스 협회 회의에서 국제 론 테니스 연맹 (International Lawn Tennis Federation, ILTF)이 결성되면서 시작되었다. ILTF는 1924년 ‘ILTF 테니스 규정’과 함께 세계 론 테니스를 관리할 수 있는 권한이 있는 주체로 공인되었다. 세월이 흐르면서 세계적으로 전체 테니스 코트 중 잔디 코트가 차지하는 비율이 지속적으로 감소하자, 이에 1977년 조직 명칭에서 잔디를 뜻하는 단어인 ‘론 (lawn)’을 삭제하였다.
국제 테니스 연맹의 재단(fund)은 최초에 파리에 위치했다가 제2차 세계 대전 때 런던으로 이동하였으며, 이후로 계속 런던에서 운영되었다. 1987년부터는 본부가 윔블던에 위치하였다가 곧 퀸즈 클럽 (Queens Club) 부근의 베런즈 코트 (Barons Court)로 이동하였으며, 1998년에는 다시 로햄턴 (Roehampton)으로 이동하였다.
최근 12개월간의 협회 활동을 소개하는 공식 연보인 The ITF Year를 매년 발간해왔으며, 이것은 최근 《월드 오브 테니스》(World of Tennis)로 교체되었다.

## 역할
ITF는 3개의 메이저 국가 대항전인 데이비스 컵, 페드 컵, 그리고 호프만 컵 대회를 운영한다. 또한 4개 그랜드 슬램 대회(호주 오픈, 프랑스 오픈, 윔블던, US 오픈)도 주관한다.
그랜드 슬램 대회를 제외하면, ATP 투어 및 WTA 투어가 대부분의 상위 클래스 대회들을 주관하며 ITF는 가장 하위 클래스 대회들의 운영을 맡고 있다. 남자의 경우 1주 단위로 열리는 퓨처스 대회들이 이에 해당하며, 이러한 퓨처스 대회 시리즈를 통틀어 ITF 남자 서킷이라고도 부른다. ITF는 과거 4주 단위의 세틀라이트 대회도 운영했는데, 이것은 퓨처스와 거의 동일한 레벨의 대회였으며 2006년을 마지막으로 폐지되었다. 처음 프로에 데뷔하는 남자 선수들은 대부분 ITF 남자 서킷 대회를 통해 선수 생활을 시작하게 된다.
한편, ITF는 18세 미만 남녀 선수들의 국제 주니어 대회도 주관한다.

## 같이 보기
- (영어) 2008 ITF 여자 써킷 (4-6월)
- (영어) 2008 ITF 여자 서킷 (1-3월)